# Binnen Ae
Binnen Ae, Gronings Binderij, is een buurtschap op de grens van de gemeenten Oldambt en Eemsdelta in de provincie Groningen. De buurtschap bestaat uit een aantal boerderijen langs de weg Binnen Ae bij Oostwolderhamrik. Het buurtje ligt in het verlengde van Oostwolderhamrik aan de weg van Nieuwolda naar Woldendorp. Langs de buurtschap stroomde vroeger het afwateringskanaal Oude Ae, dat een restant van de *Munte vormde.
De oorspronkelijke naam 'Binnen der Ae' (1597: bijnne der Æ, 1602 Binnen Dree) verwijst naar het vooruitgeschoven streekje rond de boerderij Woldsslenken (Woldslenken, 1612: in die Woltsleecken), dat in de 16e eeuw werd beschermd door de Dollarddijk die op de oever van de Oude Ae was gebouwd. De Dollarddijk sloot aan bij de Woltslekerdijk die de verbinding vormde met de Zomerdijk.
Ten noordwesten van de Binnen Ae lagen vroeger de arbeidersbuurt Kleine Leger en het gehucht Stuimelderij, die verdwenen zijn ten gevolge van de ruilverkaveling. De laatste naam houdt mogelijk verband met een afgesneden tak van de Oude Ae ('stommel-der-Ae').